# آنیس پارکر
آنیس دانت پارکر (به انگلیسی: Annise Danette Parker) (زادهٔ ۱۷ مه ۱۹۵۶ در هیوستون) سیاست‌مدار و شهردار کنونی شهر هیوستون در ایالت تگزاس است. وی اولین علناً همجنس‌گرایی است که به مقام شهرداری یکی از شهرهای بالای یک میلیون نفر در آمریکا می‌رسد.